# Tremulant EP
Tremulant EP är det progressiva rockbandet The Mars Voltas debut-EP, släppt den 2 april 2002.

## Låtlista
1. "Cut That City" – 5:44
2. "Concertina" – 4:54
3. "Eunuch Provocateur" – 8:48